# Challenger de Guayaquil 2009
El Challenger Ciudad de Guayaquil 2009 fue un torneo de tenis que se llevó a cabo sobre superficie de tierra batida en el Guayaquil Tenis Club situado en la ciudad de Guayaquil, Ecuador, desde el 9 al 14 de noviembre de 2010. Fue la quinta edición del ATP Challenger Ciudad de Guayaquil.
El guayaquileño Nicolás Lapentti ganó la competencia en la modalidad individual, mientras que el dúo de Júlio César Campozano y Emilio Gómez (ambos también ecuatorianos) ganó en doubles.

## Eventos

### Individuales
Nicolás Lapentti vence a  Santiago Giraldo 6-2, 2-6, 7-6(4)

### Dobles
Júlio César Campozano /  Emilio Gómez vencen a  Andreas Haider-Maurer /  Lars Pörschke 6-7(2), 6-3, [10-8]